# 巴德利 (密蘇里州)
巴德利（英語：Bardley）是位於美國密蘇里州俄勒岡縣及里普利縣的非建制地區。

## 歷史
巴德利的郵局於1895年設立，其後於1966年停運。

## 地理
巴德利所處的海拔為高於海平面238米（即781英呎），而該地所採用的時區為UTC-6，即北美中部時區（CST）。同時該地設有夏令時間，為UTC-6調快一小時，即UTC-5（CDT）。